# Diego Pérez (tennis)
Pour les articles homonymes, voir Pérez et Diego Pérez (homonymie).
Diego Pérez, né le 9 février 1962 à Montevideo, est un ancien joueur uruguayen de tennis, domicilié à Barcelone en Catalogne.

## Carrière
Il bat le no 1 mondial Jim Courier en 1992 à Kitzbuhel, en Autriche, alors qu'il n'est alors classé qu'à la 157e place mondiale.
Il a été membre de l'équipe d'Uruguay de Coupe Davis.

## Palmarès

### Titre en simple messieurs
| No | Date       | Nom et lieu du tournoi            | Catégorie | Dotation | Surface      | Finaliste   | Score    |  |
| -- | ---------- | --------------------------------- | --------- | -------- | ------------ | ----------- | -------- |  |
| 1  | 16-09-1985 | Grand Prix Passing Shot, Bordeaux |           | 80 000 $ | Terre (ext.) | Jimmy Brown | 6-4, 7-6 |  |

### Finale en simple messieurs
| No | Date       | Nom et lieu du tournoi           | Catégorie | Dotation | Surface      | Vainqueur    | Score    |  |
| -- | ---------- | -------------------------------- | --------- | -------- | ------------ | ------------ | -------- |  |
| 1  | 25-02-1985 | Nabisco Grand Prix, Buenos Aires |           | 80 000 $ | Terre (ext.) | Martín Jaite | 6-4, 6-2 |  |

### Titres en double messieurs
| No | Date       | Nom et lieu du tournoi              | Catégorie    | Dotation  | Surface      | Partenaire        | Finalistes                       | Score    |  |
| -- | ---------- | ----------------------------------- | ------------ | --------- | ------------ | ----------------- | -------------------------------- | -------- |  |
| 1  | 14-09-1981 | Tournoi de tennis de Sicile Palerme |              | 75 000 $  | Terre (ext.) | José Luis Damiani | Jaime Fillol Belus Prajoux       | 6-1, 6-4 |  |
| 2  | 09-11-1992 | Banespa Open São Paulo              | World Series | 235 000 $ | Dur (ext.)   | Francisco Roig    | Christer Allgårdh Carl Limberger | 6-2, 7-6 |  |
| 3  | 22-08-1994 | Croatia Open Umag                   | World Series | 375 000 $ | Terre (ext.) | Francisco Roig    | Karol Kučera Paul Wekesa         | 6-2, 6-4 |  |

### Finales en double messieurs
| No | Date       | Nom et lieu du tournoi                          | Catégorie       | Dotation  | Surface         | Vainqueurs                        | Partenaire         | Score            |  |
| -- | ---------- | ----------------------------------------------- | --------------- | --------- | --------------- | --------------------------------- | ------------------ | ---------------- |  |
| 1  | 13-09-1982 | Tournoi de tennis de Sicile Palerme             |                 | 100 000 $ | Terre (ext.)    | Gianni Marchetti Enzo Vattuone    | José Luis Damiani  | 6-4, 6-7, 6-3    |  |
| 2  | 25-02-1985 | Nabisco Grand Prix Buenos Aires                 |                 | 80 000 $  | Terre (ext.)    | Martín Jaite Christian Miniussi   | Eduardo Bengoechea | 6-4, 6-3         |  |
| 3  | 08-09-1986 | MercedesCup Stuttgart                           |                 | 162 500 $ | Terre (ext.)    | Hans Gildemeister Andrés Gómez    | Mansour Bahrami    | 6-4, 6-3         |  |
| 4  | 27-10-1986 | Open de Paris-Bercy Paris                       | GP World Series | 500 000 $ | Moquette (int.) | Peter Fleming John McEnroe        | Mansour Bahrami    | 6-3, 6-2         |  |
| 5  | 14-09-1987 | Geneva Open Genève                              |                 | 231 000 $ | Terre (ext.)    | Ricardo Acioly Luiz Mattar        | Mansour Bahrami    | 3-6, 6-4, 6-2    |  |
| 6  | 23-11-1987 | Tournoi de tennis d'Itaparica Itaparica         |                 | 450 000 $ | Dur (ext.)      | Sergio Casal Emilio Sánchez       | Jorge Lozano       | 6-2, 6-2         |  |
| 7  | 25-01-1988 | Tournoi de tennis de Guaruja Guarujá            |                 | 100 000 $ | Dur (ext.)      | Ricardo Acuña Luke Jensen         | Javier Frana       | 6-1, 6-4         |  |
| 8  | 12-09-1988 | Trofeo Conde de Godó Barcelone                  |                 | 372 500 $ | Terre (ext.)    | Sergio Casal Emilio Sánchez       | Claudio Mezzadri   | 6-4, 6-3         |  |
| 9  | 24-07-1989 | Dutch Open Hilversum                            |                 | 150 000 $ | Terre (ext.)    | Paul Haarhuis Mark Koevermans     | Tomás Carbonell    | Finale non jouée |  |
| 10 | 11-06-1990 | Torneo Internazionale Citta di Firenze Florence | World Series    | 225 000 $ | Terre (ext.)    | Sergi Bruguera Horacio de la Peña | Luiz Mattar        | 3-6, 6-3, 6-4    |  |
| 11 | 29-07-1991 | Tournoi de tennis de Saint-Marin Saint-Marin    | World Series    | 125 000 $ | Terre (ext.)    | Jordi Arrese Carlos Costa         | Christian Miniussi | 6-3, 3-6, 6-3    |  |
| 12 | 26-10-1992 | Almanara Cup Guarujá                            | World Series    | 130 000 $ | Dur (ext.)      | Christer Allgårdh Carl Limberger  | Francisco Roig     | 6-4, 6-3         |  |